# Korál červený
Korál červený (Corallium rubrum) je z druhu mořského korálu ze třídy korálnatců. Vyznačuje se trvalou intenzivní červenou nebo červenooranžovou barvou svých tvrdých vnějších schránek, které se používají pro výrobu šperků. Lze jej zaměnit s větevníkem mozkovým.

## Stanoviště
Červení koráli žijí přisedle v koloniích na kamenitém mořském dnu, kde je málo usazenin, a to buď v hlubinách, nebo v jeskyních či štěrbinách, kde je málo nebo žádné světlo. Nacházejí se převážně ve Středozemním moři, kde žijí v hloubkách od 10 do 300 m pod hladinou. V podmořských jeskyních u sardinského města Alghero, na takzvané Korálové Riviéře žijí v hloubce od 4 do 35 metrů. Stejný druh korálu lze rovněž najít v Atlantiku u Gibraltarského průlivu, u Kapverdských ostrovů a u pobřeží jižního Portugalska. Jiné druhy korálu (Corallium) se endemicky vyskytují v západním Tichém oceánu, především kolem Japonska a Tchaj-wanu, kde se vyskytují v hloubkách mezi 350 až 1500 metry pod hladinou v oblastech se silnými podmořskými proudy.